# Pomoc, pomoc, Globolinkové!
Pomoc, pomoc, Globolinkové (v anglickém originále Help, Help, the Globolinks!, psáno též Help! Help! The Globolinks!) je dětská opera o jednom dějství a čtyřech obrazech italsko-amerického skladatele Giana Carla Menottiho na vlastní libreto z roku 1968 s prvky science fiction. Poprvé ji uvedla dne 21. prosince 1968 Státní opera v Hamburku, a to v německém překladu Kurta Honolky a v kombinaci s Menottiho starší dětskou operou Amahl a noční návštěvníci.

## Vznik a charakteristika
Pomoc, pomoc, Globolinkové byla zakázkou Hamburgische Staatsoper, kterou v té době vedl skladatel a impresário Rolf Liebermann. Menotti byl podle vlastního vyjádření k ději inspirován americkým Programem Apollo. K volbě námětu své dětské opery skladatel později poznamenal, že „bohužel se zdá, že se v dnešní době děti zajímají jen o mimozemšťanské věci – víly nebo skřítci jim jsou lhostejní“. Označil své dílo – jehož pracovní název zněl Help, Help, the Astrolix! – jako „opera pro děti a ty, kteří jsou ještě mladí srdcem“ („for children and all those still young at heart”), ve volném německém překladu uváděno jako „opera pro děti a ty, kteří mají děti rádi“. Opera má krátkou předehru a čtyři obrazy a trvá asi 70 minut.
Menotti popsal Globolinky jako „děsivé, ale se špetkou humoru“. Elektronické zvukové efekty, které doprovázejí zjevení Globolinků, znějí, jako by byly vzaty ze špatného sci-fi filmu. Samotná stvoření jsou hrána přemrštěně, ne hrozivě. Rozhovor mezi učitelkou hudby a ředitelem je z dramatického i hudebního pohledu hrán jako čirá fraška. Madame Euterpova často slouží jako hlas Menottiho vlastního svědomí, když prohlašuje, že svět „zapomněl zpívat“. Ale také je vykreslena jako poněkud směšná a sobecká, což její mentorování zasazuje do perspektivy. Menotti se obával soudobé nové vlny elektronické hudby a hudebních experimentů a tázal se, zda tyto styly mohou nakonec nahradit drama a melodii tradiční opery. Proto jsou Globolinkové provázeni bizarními elektronickými zvuky a mohou být zastaveni pouze skutečnou živou hudbou, jako jsou Emilyiny housle.
Podle moderní kritiky má tato opera „jasné (byť možná nezáměrné) ozvuky politického klimatu studené války. Děj vykazuje zjevné paralely k takovým filmům jako Invasion of the Body Snatchers (Invaze zlodějů těl) a pohled na neinformované děti pochodující, aby pokračovaly v boji s cizími nájezdníky, musel u publika 60. let 20. století rezonovat, zejména v poválečném Německu.“

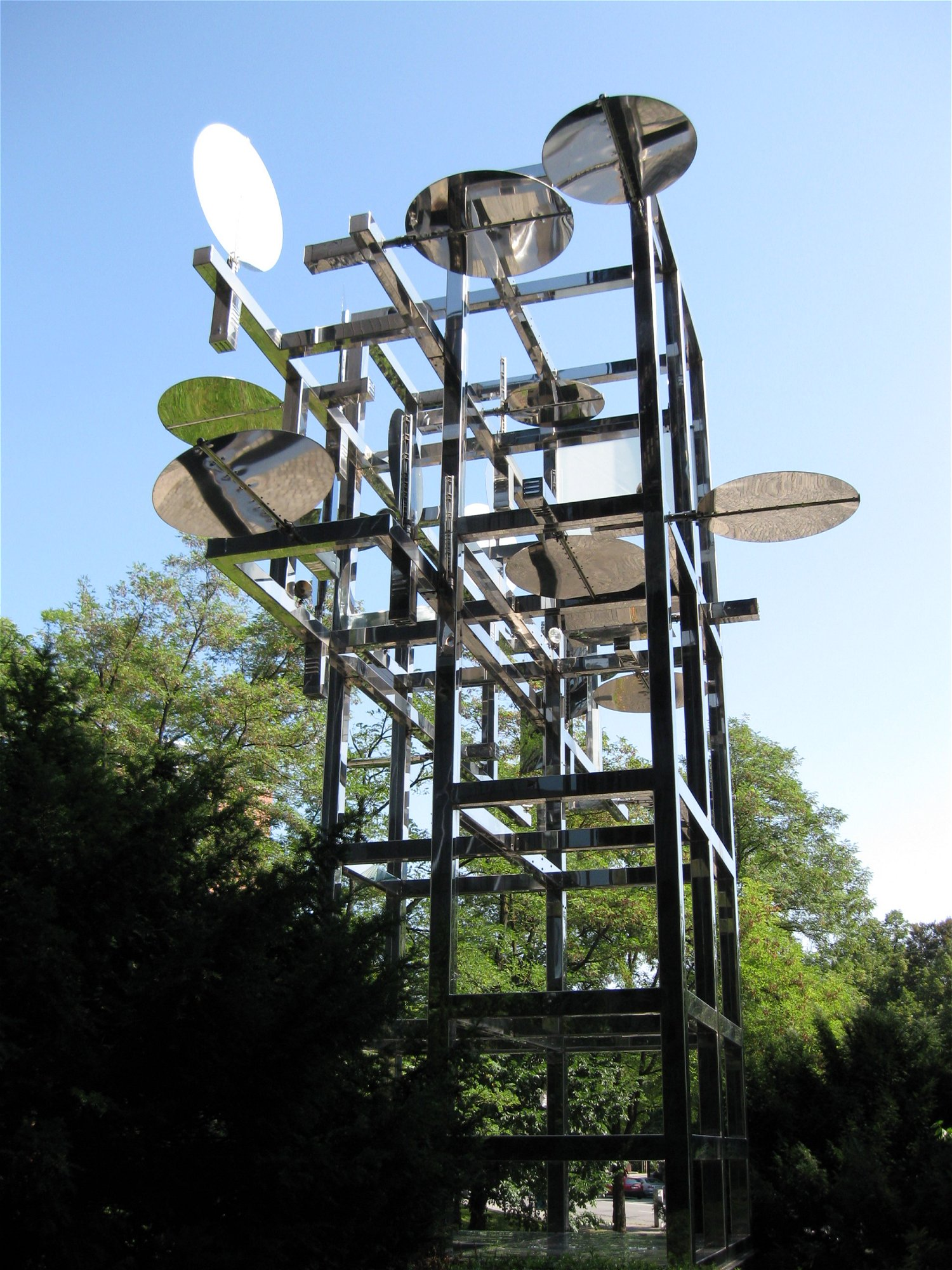
Světelná socha Nicolase Schöffera (Chronos 10B z roku 1980, před Evropským patentním úřadem v Mnichově). Podobné konstrukce vystupovaly v první scénické i televizní podobě Globolinků.

Futuristická a výtvarně výrazná výprava, jejíž součástí byly „světelné sochy“ Nicolase Schöffera, kostýmy Alwina Nikolaise a jeho experimentální choreografie, Menottiho dynamická režie a hudební různorodost a místy parodičnost značně přispěly k rozhodnému úspěchu opery u publika. Nejvýznamnější Menottiho díla vznikla kolem roku 1950 a z pozdější tvorby jen Globolinkové dosáhli skutečného úspěchu, a to jak u obecenstva, tak i zčásti u hudební kritiky. Kritik The New York Times Harold C. Schonberg napsal: „Je to nejlepší věc, kterou Menotti udělal za mnoho let, a některé dění na jevišti je okouzlující. … Všichni [operu] milovali, všichni sdíleli ducha jejího poselství. Jestliže reakce publika mají vůbec nějakou váhu, přišel Menotti s hitem.“ Někteří měli výhrady, ale přesto sdíleli nadšení: „... ačkoli hudba není příliš hluboká nebo velkorysá, přesto bych byl nerad částí hudebního světa, který by neměl čas zastavit se a strávit okamžik takového ryzího potěšení, jaké nabízejí Globolinkové“ (John Ardoin). Už k první německé inscenaci se však objevily i komentáře mnohem střízlivější: „Ačkoli Menotti navazuje na motiv mýtu o Orfeovi – utišení zlé moci zpěvem – nenapsal žádnou zázračnou hudbu, nýbrž hrnul se od efektu k efektu: zkušený mistr umí téměř vše, jen nic úplně vlastního.“ Nicméně jak napsal Herbert Kupferberg, „[s]vou novou operou neučiní Menotti své kritiky nezaměstnanými, ale dělá na ně dlouhý nos s takovým uměním, jaké ocení i pouhopouhé dítě.“
Stejně jako v době vzniku je i počátkem 21. století kritika zčásti rozdělena, i když se shoduje na tom, že Pomoc, pomoc, Globolinkové! nepatří mezi Menottiho nejlepší díla: podle některých kritikjů je „opravdově melodická a zábavná“, ale podle jiných „se zdá v jádru prázdná, postrádající skutečnou hudební inspiraci a divadelní důslednost“.

## Inscenační historie
Globolinkové jsou nejhranější z Menottiho pozdních oper. Ve Spojených státech amerických měli premiéru 1. srpna 1969 v Santa Fe Opera, následovalo amatérské / školní nastudování 21. listopadu 1969 na College-Conservatory of Music (Corbett Auditorium) v Cincinnati a 19. prosince pak newyorská premiéra v New York City Center. V následující sezóně pak měli Globolinkové jen ve Spojených státech na třicet inscenací (a jak poznamenal kritik Herbert Kupferberg, „zaslouží si každou z nich“). Ne trvale tak intenzivně, ale přesto soustavně se hrají ve Spojených státech dosud.
Globolinkové zůstali na tradičním repertoáru německy mluvících divadel (1970 opět Hamburk, 1975 Schwerin, 1980 Freiburg im Breisgau a Vídeňská státní opera, 1987 Innsbruck, 1989 St. Gallen a Luzern, 1996 Annaberg, 1998 Gießen….). Premiéru ve francouzštině (překlad Jean-Pierre Marty) uvedlo 28. října 1971 ženevské Grand Théâtre de Genève, 16. června 1973 uvedlo britskou premiéru Midlands Art Centre for Young People v Birminghamu.
Mezi nejnovější nastudování patří insccenace z roku 2011 v sicilském Palermu (Teatro Massimo), z roku 2012 ve vestfálském Münsteru, z roku 2012 v aljašském Fairbanksu nebo z roku 2013 v severokarolínském Greensboro.

## Osoby a první obsazení
| Osoba                                                                | hlasový obor   | světová premiéra (21.12.1969) | americká premiéra (1.8.1969) |
| -------------------------------------------------------------------- | -------------- | ----------------------------- | ---------------------------- |
| Emily, 14letá dívka                                                  | soprán         | Edith Mathis                  | Judith Blegen                |
| Madame Euterpova, učitelka hudební výchovy                           | soprán         | Arlene Saunders               | Marguerite Willauer          |
| Dr. Stone, ředitel školy St Paul's                                   | vysoký baryton | Raymond Wolansky              | John Reardon                 |
| Tony, řidič autobusu                                                 | baryton        | William Workman               | William Workman              |
| Timothy, školník                                                     | tenor          | Kurt Marschner                | Douglas Perry                |
| Miss Penelope Newkirk, učitelka matematiky                           | mezzosoprán    | Ursula Boese                  | Jean Kraft                   |
| Mr. Lavender-Gas, učitel literatury                                  | baryton        | Franz Grundheber              | Clyde Phillip Walker         |
| Dr. Turtlespit, učitel přírodovědy                                   | bas            | Noël Mangin                   | Richard Best                 |
| 12 dětí (sbor; některé mají malé sólové úlohy), Globolinkové (balet) |                |                               |                              |
| Dirigent:                                                            | Dirigent:      | Matthias Kuntzsch             | Gustav Meier                 |
| Režie:                                                               | Režie:         | Gian Carlo Menotti            | Gian Carlo Menotti           |
| Choreografie:                                                        | Choreografie:  | Alwin Nikolais                | Alwin Nikolais               |
| Výprava:                                                             | Výprava:       | Nicolas Schoffer              | Willa Kim                    |

## Instrumentace
Dvě flétny, hoboj, dva klarinety, fagot, dva lesní rohy, dvě trubky, zva pozouny, tuba, tympány, bicí souprava, klavír, smyčce; magnetofonová páska.
Alternativně: Flétna (pikola), hoboj, klarinet(basklarinet)/lesní roh, trubka, pozoun, tuba, bicí souprava, klavír, harfa, smyčce; magnetofonová páska.

## Děj opery

### Prolog
V průběhu úvodní fugy zazní rozhlasové hlášení, že na zemi přiletěli nebezpeční mimozemšťané zvaní Globolinkové. Každý, koho se některý Globolink dotkne, ztratí schopnost řeči a promění se postupně sám v Globolinka. Následuje zděšený výkřik, že Globolinkové už jsou tady. Světelné věže vysílají blesky, elektronické zvuky přehluší hudbu z orchestřiště, všichni se snaží zachránit. Globolinkové vstupují na scénu.

### 1. obraz (Děti v obležení)
Autobus se školní třídou, řízený Tonym, se vrací z velikonočních prázdnin; děti spí. V lese vůz postihne podivná porucha a zastaví se. V rádiu slyší Tony i děti hlášení o invazi Globolinků a o tom, že byli spatřeni v blízkosti. Mezitím se zjistilo, že Globolinky lze zahnat, ba zničit hudbou. Když se Globolinkové hrozivě přibližují k autobusu, podaří se je Tonymu nejprve udržet od těla pomocí houkačky (hraje noty G-E-C-G), což ale bude fungovat jen tak dlouho, než se vybije baterie. Je třeba přivolat ze školy pomoc. Bohužel si žádné z dětí nevzalo na prázdniny svůj nástroj, až na Emily, která má s sebou své housle. Nejprve se bojí vydat se sama na cestu, ale Tony i spolužáci jí povzbuzují, až sebere odvahu a stále hrajíc na housličky vyráží směrem ke škole.

### 2. obraz (Učitelé)
V ředitelně školy St Paul si ředitel dr. Stone a školník Timothy dělají starost o děti, které už měly být dávno zpátky z prázdninové cesty. Ke všemu sem ještě vtrhne učitelka hudební výchovy Madame Euterpova a plamenně hrozí výpovědí. Děti prý mají málo zájmu o hudbu a nyní zjistila, že nechaly své nástroje přes prázdniny ve škole, ač si je měly vzít s sebou. Takové pohrdání hudbou zde už nemůže snášet. Stone nebere učitelku až tak vážně, mnohem více se teď strachuje o děti, ostatně hudební výchovu nepovažuje nejpodstatnější. Tímto tvrzením ohromené Madame Euterpové se navíc přizná, že neumí zpívat, a posílá ji pryč, vymlouvaje se na příšerné bolení hlavy. Zatímco si na chvilku unaven zdřímne, objeví se několik Globolinků. Stone je zažene tím, že spustí školní zvonek, ale pozdě: jeden z nich se ho už dotkl. Nyní dr. Stone vydává jen elektronické zvuky (magnetofonový pásek puštěný pozpátku). Madame Euterpova přichází jako zachránkyně v nejvyšší nouzi, dr. Stona naučí vydávat alespoň jeden lidský zvuk („la, la“) a zbytek učitelského sboru vybaví různými nástroji, které najde, včetně bubnu a suzafonu. Poté vede svou improvizovanou kapelu a všichni vyrážejí hledat děti.

### 3. obraz (Záchrana)
Školákům v havarovaném autobusu hrozí čím dále větší nebezpečí. Globolinkové si na zvuk houkačky pomalu zvykli a začínají čím dál více dorážet. V tom okamžiku se přibližují učitelé se svými pramálo sladěnými hudebními nástroji a Globolinkové mizí. Jen Emily, která se vydala na cestu lesem, chybí. Dr. Stone, který se již stal napůl Globolinkem a odhaduje tak nejlépe jejich taktiku, ji má zachránit. Ostatní učitelé jej následují.

### 4. obraz (Ocelový les)
Emily se poté, co ji ohrožovaly světelné věže šlehající blesky, v lese zabloudila. Stále hraje na své housle, brzy však vysílena klesá. Nato jí Globolinkové seberou housle a rozbijí je. Emily hledá pomoc a obrací se na dr. Stona, kterého mezi Globolinky rozezná. Ale namísto lidského hlasu, po kterém touží, jí pan ředitel může nabídnout jen své „la, la“ a malou ochranu. V posledním okamžiku přicházejí muzicírující učitelé se spolužáky a Emily je zachráněna. Globolinkové přerušují svou invazi a odvádějí s sebou hudbynemilovného dr. Stona, který se stává definitivně Globolinkem. Madame Euterpova vyzývá všechny, aby hlasem, rukama nebo nástroji provozovali hudbu, a odvádí svou veselou armádu zpět do školy.

## Diskografie a filmografie
- 1969 (DVD) Zpívají: (Emily) Edith Mathis, (Madame Euterpova) Arlene Saunders, (Dr. Stone) Raymond Wolansky, (Dr. Turtlespit) Noël Mangin, (slečna Newkirková) Ursula Boese, (pan Lavander-Gas) Franz Grundheber, (Timothy) Kurt Marschner, (Tony) William Workman. Hamburg Philharmonisches Staatsorchester řídí Matthias Kuntzsch. Režie Gian Carlo Menotti. Záznam televizní inscenace. Zpíváno v němčině.
- 1998 (CD Newport Classics NPD 85633), Zpívají: (Emily) Erin Windle, (Madame Euterpova) Rachel Josenson, (Dr. Stone) Paul Radulescu, (Dr. Turtlespit) Kenneth Church, (slečna Newkirková) Terry Kiss Frank, (pan Lavander-Gas) Bert Adams, (Timothy) Mark Schmandt, (Tony) David Small. Sbor opery v Madisonu a Madison Symphony Orchestra řídí John DeMain.[21]